# 로버트 다우니 주니어
로버트 존 다우니 주니어(영어: Robert John Downey Jr., 1965년 4월 4일~)는 미국의 배우, 영화 제작자, 작가, 싱어송라이터, 코미디언이다. 1970년 만 5세 때 아버지 로버트 다우니 시니어의 영화 작품 「파운드」를 통해 스크린에 데뷔했으며 영화 「신비의 체험」(1985), 「환상의 발라드」(1987) 등 같은 청춘물에 출연을 시작으로 「회색 도시」(1987)에서 마약에 빠진 젊은 청년을 연기했다. 영화 「채플린」(1992)에서 찰리 채플린 역을 연기해 1993년에 아카데미상에 첫 후보지명되었고 영국 아카데미상(BAFTA) 최우수 남우주연상을 수상하였다.
2000년에 미국 황금 시간대에 방영하는 FOX 미니시리즈 「앨리 맥빌」(앨리의 사랑 만들기)에서 변호사 래리 폴 역을 맡아 골든 글로브상 TV 미니시리즈 부문 남우조연상을 수상하였고, 프라임타임 에미상 코미디 부문 최우수 남우조연상 후보에 지명되며 재기에 성공함과 동시에 전 세계적인 인기를 누렸다. 또한 2004년에는 그의 음악적 재능을 보여준 앨범 더 퓨쳐리스트(The Futurist)를 발매하였다. 2008년에는 마블 코믹스의 인기 슈퍼 히어로인 영화 「아이언맨」에서 주연 '토니 스타크(아이언맨)'을 연기해, 개봉한 첫 주에 9천 9백만 달러의 수익을 올렸고, 「아이언 맨 2」(2010), 「어벤져스」(2012), 「아이언 맨 3」(2013)에서도 연이어 주연을 맡아 전 세계적으로 엄청난 흥행성공을 이끌어 냈다. 특히 「어벤져스」와 「아이언맨 3」에 출연해 각각 10억 달러(한화 약 1조 1,150억 원) 이상의 흥행 수익을 올렸다. 2015년에는 「어벤져스: 에이지 오브 울트론」, 2017년에 「캡틴 아메리카: 시빌 워」와 2018년 개봉된 「어벤져스: 인피니티 워」에도 출연했다. 또한 2019년 개봉된 「어벤져스: 엔드게임」에서 핑거스냅의 충격으로 죽으며 마블 코믹스 역사 속으로 사라지게 된다.
로버트 다우니 주니어는 2008년 개봉한 벤 스틸러가 제작한 영화 《트로픽 썬더》에서 오스트리아인 연기자가 미국계 아프리카인 병사 역을 맡아 2009년 미국 아카데미상 남우조연상 후보에 지명되기도 하였다. 2009년에는 가이 리치가 각색한 영화 《셜록 홈즈》에서 셜록 홈즈 역을 맡아 2010년 골든 글로브상 뮤지컬/코미디부문 남우주연상을 수상했다. 제96회 아카데미 시상식에서 영화 《오펜하이머》를 통해 남우조연상을 수상하였다.
또한 그는 미국 포브스에서 2012년 6월부터 2013년 6월까지 7500만 달러(한화 약 836억 원) 출연료 수입을 거두며 할리우드 배우 중에서 1위를 기록했다. 《어벤져스》와 《아이언맨3》에 출연해 각각 10억 달러(한화 약 1조 1,150억 원) 이상의 흥행 수익을 올렸다.
그는 2000년대 초반까지 마약 중독으로 인해 배우 생활에 큰 위기를 맞았다. 특히 1996년부터 2002년까지 수 차례 체포 및 수감, 재활 치료 등을 거쳐야 했으며 첫 부인 데보라 팰코너와도 2001년 파경을 맞아 2004년 이혼했다. 그는 영화 《고티카》에 출연하면서 만난 수잔 레빈과 어머니의 도움으로 재활 치료를 성실히 마쳤고, 2004년 오랜 마약 중독의 늪에서 빠져나왔다.

## 어린 시절
다우니는 미국 뉴욕주 맨해튼에서 1남 1녀 중 둘째로 태어났다. 그의 아버지 로버트 다우니 시니어는 배우, 극작가, 프로듀서이자 촬영기사, 감독이였으며 어머니 엘시(옛 성씨 포드)는 댄서이자 배우로 로버트 다우니 시니어의 작품에 출연하기도 했다. 그의 할아버지는 리투아니아 유대인으로 할머니는 아일랜드계 캐나다인과 헝가리인 혈통이다. 그의 어머니는 스코틀랜드인, 독일인, 스위스인 혈통이다.
그의 아버지 로버트 다우니 시니어의 원래 성씨는 '일라이어스'(Elias)였지만 로버트 다우니 시니어는 그의 의붓 아버지의 성씨인 '다우니'(Downey)를 따른 것으로 알려졌으며, 10대 시절 학교 생활과 엄격했던 어머니로부터 벗어나고자 나이를 속이고 만 16세때 육군으로 군입대를 하기도 했다. 다우니와 그의 누나 '앨리슨'(영어:  Allyson)은 그리니치 빌리지에서 성장했다. 그의 아버지는 약물 중독자로 다우니는 자신이 과거에 약물에 빠진 것에는 자유분방했던 아버지의 영향이 있었다고 말하였고, 로버트 다우니 시니어는 자신의 어린 아들을 마약으로부터 보호하지 못한것을 반성하며 후회한다고 밝히기도 했다. 어린 시절 다우니는 만 5세때 아버지의 작품에 출연으로 배우 생활을 시작하며, 《파운드》(1970), 《그리저스 팰리스》(1972) 등의 여러 작품에 출연했고 이후 아버지가 연출한 영화 중 9편에 출연했다. 만 10세가 된 다우니는 잉글랜드에서 고전 발레를 배우기도 했다. 그는 10대 시절 뉴욕 북부의 스테이지도어 매너 퍼포밍 아츠 캠프에 참가했다. 1978년 다우니는 그의 부모님이 이혼으로 아버지를 따라 캘리포니아주로 이동해 산타 모니카 고등학교를 다녔지만, 연기 공부를 위해 중퇴하고 다시 뉴욕으로 이동했다.
또한 키퍼 서덜랜드와는 다우니가 1980년대 연기 경력을 쌓기 위해 할리우드에 왔을 때 약 3년간 룸메이트였으며, 1988년 영화 《1969》에 함께 출연하기도 했다.

## 일화
- 로버트 다우니 주니어는 O. J. 심프슨을 무죄로 만든 그 변호인단이 변호를 해줬음에도 불구하고 징역 3년을 선고받아 1년 남짓을 복역했다.
- 다우니는 멜 깁슨이 연출하는 연극 《햄릿》의 출연이 취소되기도 했으나 이후, 깁슨은 자신이 제작하는 영화 《노래하는 탐정》에 주연으로 캐스팅했다.
- 다우니는 현재의 아내인 영화 제작자인 수잔 다우니를 만난 이후 이전의 모든 악조건을 모두 이겨내고 배우로서 재기하고 회생하는 데에 성공했다.
- 2003년 여름, 다우니는 마약을 가득 실고 고속도로를 달리다가 한 버거킹 매장에 들려 자신이 평소 좋아하던 치즈버거를 사먹었다. 그러나 오랜 마약 투약으로 미각이 마비된 그는 어떠한 맛도 느끼지 못했으며, 이 때 다우니는 "내가 좋아하는 치즈버거 맛도 못 느낄 정도로 몸이 망가졌다"는 깊은 깨달음을 얻고 즉각 바다로 가 자신이 가지고 있는 마약을 모두 바닷속에 버렸다. 이는 다우니가 마약 중독에서 벗어나게 된 큰 계기가 되었다.[11] 그는 자신을 마약 중독에서 벗어나게 된 계기를 마련해준 버거킹에 감사를 표하고자 자신의 영화 《아이언 맨》 시리즈에서 치즈버거를 먹는 장면을 삽입했다.
- 영화 《아이언 맨》의 토니 스타크의 배역은 다우니와 톰 크루즈가 물망에 올랐으나, 감독은 크루즈를 과감히 배제하고 다우니에게 토니 스타크의 배역을 맡겼다. 크루즈는 《아이언 맨》의 토니 스타크의 배역에 대해 자신이 평생 연기하는 모든 배역 중에 가장 하고 싶어 하지 않았다.

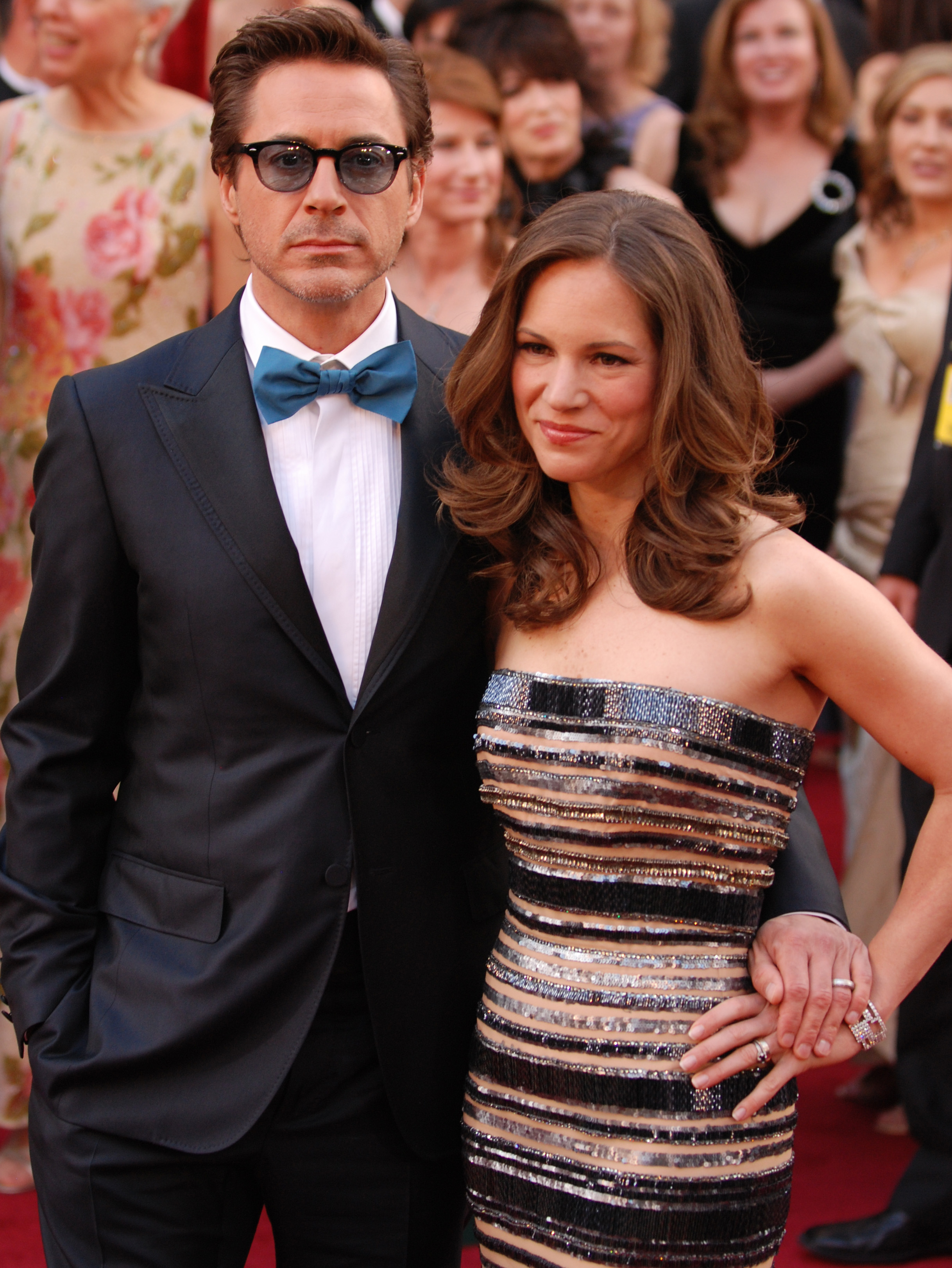
2010년 아카데미 시상식에서 로버트 다우니 주니어와 그의 아내 수잔 다우니

## 사생활
다우니는 영화 《사랑의 시련》에서 만난 세라 제시카 파커와 데이트를 시작해 연인 관계였지만 1991년 그의 약물 중독으로 결별하게 되었다.
다우니는 이후 배우이자 가수인 데보라 팰코너와 1992년 5월 29일 결혼식을 올렸다. 1993년 9월 7일 캘리포니아주, 로스앤젤레스에서 첫째 아들 '인디오 팰코너 다우니'(Indio Falconer Downey)가 태어났다. 그는 약물 중독으로 인해 재활과 감옥 생활의 반복으로 자신의 결혼에 대한 부담이 결국 한계점에 도달하자, 2001년부터 아들의 양육권 분쟁과 함께 오랜 별거기간을 걸쳐 2004년 4월 26일에 팰코너와의 이혼 마무리를 확정했다.
2002년 다우니는 영화 《고티카》의 촬영에 들어가며 영화 프로듀서였던 9살 연하의 수잔 레빈(현재의 아내 수잔 다우니)를 만나게 되었다. 다우니는 수잔을 만나자 그녀에게 청혼했으나, 다우니가 마약 중독에서 벗어나기 전이었기 때문에 청혼을 조건부로 받아주되 2년만에 마약을 완전히 끊을 것을 요구했다. 다우니는 수잔의 도움으로 2002년 법원으로부터 명령받은 재활치료를 성실히 마쳤고, 어머니의 도움까지 겹쳐져 2004년 마약을 끊을 수 있게 되었다. 2003년 11월, 다우니는 레빈에게 아프리카산 사파이어로 장식된 다이아몬드 반지로 프로포즈를 하며 정식으로 약혼하였으며 2005년 8월 27일 뉴욕의 롱아일랜드에 있는 아마간세트의 한 회당에서 유대교 예법으로 결혼식을 올렸다. 2012년 2월 7일 로스앤젤레스에서 다우니에게는 둘째 아들인 '엑스턴 엘리아스 다우니'(Exton Elias Downey)가 태어났다. 그는 현재 아내인 수잔 덕분에 마약과 술도 끊고 이전과는 전혀 다른 성실한 생활을 하고 있는 것으로 알려졌다. 
2014년 7월 9일, 다우니는 아내 수잔과의 사이에 기대했던 딸의 임신 소식을 자신의 페이스북과 트위터로 발표했다. 그해, 11월 4일 수잔은 '애브리 로엘 다우니'(Avri Roel Downey)는 이름의 딸을 출산했다.
마룬 5의 보컬 애덤 리바인과 절친한 사이이기도 하다.
정치 성향은 반(反) 도널드 트럼프 주의자이며 도널드 트럼프의 낙선 운동을 주도했다.

## 음악

### 정규 앨범
- 2004년 11월 23일 《The Futurist》(레이블: 소니 클래식)

### 오리지널 사운드 트랙
| 년도 | 곡                         | 사운드 트랙                                                  | 참고                                          |
| ---- | -------------------------- | ------------------------------------------------------------ | --------------------------------------------- |
| 1992 | 'Smile'                    | 영화 《채플린》 OST                                          | The Futurist (로버트 다우니 주니어 앨범 수록) |
| 1993 | 'The Star-Spangled Banner' | 영화 《사랑의 동반자》 OST                                   | B.B. 킹 참여                                  |
| 2000 | 'White Christmas'          | 드라마 《앨리 맥빌: A Very Ally Christmas》                  | 본다 셰퍼드 참여                              |
| 2000 | 'River'                    | 드라마 《앨리 맥빌: A Very Ally Christmas》                  |                                               |
| 2001 | 'Every Breath You Take'    | 드라마 《앨리 맥빌: For Once in My Life》 피처링 본다 셰퍼드 | 스팅 참여                                     |
| 2001 | 'Chances Are'              | 드라마 《앨리 맥빌: For Once in My Life》 피처링 본다 셰퍼드 | 본다 셰퍼드 참여                              |
| 2001 | 'Snake'                    | 드라마 《앨리 맥빌: For Once in My Life》 피처링 본다 셰퍼드 |                                               |
| 2003 | 'In My Dreams'             | 영화 《노래하는 탐정》 OST                                   |                                               |
| 2005 | 'Broken'                   | 영화 《키스 키스 뱅뱅》 OST                                  | The Futurist (로버트 다우니 주니어 앨범 수록) |

## 수상 및 후보
| 연도 | 시상식                                             | 부문                                             | 작품                                                                | 결과 | 출처   |
| ---- | -------------------------------------------------- | ------------------------------------------------ | ------------------------------------------------------------------- | ---- | ------ |
| 1993 | 골든 글로브상                                      | 영화 드라마 부문 최우수 남우주연상               | 채플린                                                              | 후보 | [ 18 ] |
| 1993 | 영국 아카데미 영화상(BAFTA)                        | 최우수 남우주연상                                | 채플린                                                              | 수상 | [ 19 ] |
| 1993 | 미국 아카데미상                                    | 최우수 남우주연상                                | 채플린                                                              | 후보 |        |
| 1993 | 새턴상                                             | 최우수 남우주연상                                | 사랑의 동반자                                                       | 수상 | [ 20 ] |
| 1995 | 골든 글로브상                                      | 최우수 캐스팅상                                  | 숏 컷                                                               | 수상 |        |
| 2001 | 미국 배우 조합상(SAG)                              | 텔레비전 부문 코미디 시리즈 최우수 남자배우상    | 앨리 맥빌                                                           | 수상 | [ 21 ] |
| 2001 | 미국 배우 조합상(SAG)                              | 텔레비전 부문 코미디 시리즈 최우수 연기 앙상블상 | 앨리 맥빌                                                           | 후보 | [ 21 ] |
| 2001 | 골든 글로브상                                      | 텔레비전 부문 최우수 남우조연상                  | 앨리 맥빌                                                           | 수상 | [ 22 ] |
| 2001 | 프라임 타임 에미상                                 | 코미디 시리즈 부문 최우수 남우조연상             | 앨리 맥빌                                                           | 후보 | [ 23 ] |
| 2004 | 새틀라이트상(국제비평가협회)                       | 영화 부문 뮤지컬/코미디 최우수 남우주연상        | 노래하는 탐정                                                       | 후보 |        |
| 2005 | 새틀라이트상(국제비평가협회)                       | 영화 부문 뮤지컬/코미디 최우수 남우주연상        | 키스 키스 뱅뱅                                                      | 후보 |        |
| 2005 | 새틀라이트상(국제비평가협회)                       | 최우수 음악상                                    | 'Broken'(키스 키스 뱅뱅 OST)                                        | 후보 |        |
| 2006 | 새턴상                                             | 최우수 남우주연상                                | 키스 키스 뱅뱅                                                      | 후보 | [ 24 ] |
| 2007 | 미국 배우 조합상(SAG)                              | 영화 부문 최우수 연기 캐스팅상                   | 굿 나잇, 앤드 굿 럭                                                 | 후보 | [ 25 ] |
| 2007 | 미국 배우 조합상(SAG)                              | 영화 부문 최우수 남자조연배우상                  | 굿 나잇, 앤드 굿 럭                                                 | 후보 | [ 25 ] |
| 2008 | 새틀라이트상(국제비평가협회)                       | 영화 부문 최우수 남우조연상                      | 트로픽 썬더                                                         | 후보 | [ 26 ] |
| 2008 | 틴 초이스 어워드                                   | 초이스 무비:액션 애드번쳐 배우상                 | 아이언 맨                                                           | 후보 | [ 27 ] |
| 2009 | 크리틱스 초이스 영화상(미국 방송 영화 비평가 협회) | 최우수 남우조연상                                | 트로픽 썬더                                                         | 후보 | [ 28 ] |
| 2009 | 골든 글로브상                                      | 영화 부문 최우수 남우조연상                      | 트로픽 썬더                                                         | 후보 | [ 29 ] |
| 2009 | 영국 아카데미 영화상(BAFTA)                        | 최우수 남우조연상                                | 트로픽 썬더                                                         | 후보 |        |
| 2009 | 미국 아카데미상                                    | 최우수 남우조연상                                | 트로픽 썬더                                                         | 후보 |        |
| 2009 | MTV 무비 & TV 어워드                               | 최고의 남자연기상                                | 아이언 맨                                                           | 후보 | [ 30 ] |
| 2009 | 틴 초이스 어워드                                   | 초이스 무비:심술상                               | 트로픽 썬더                                                         | 후보 | [ 31 ] |
| 2009 | 새턴상                                             | 최우수 남우주연상                                | 아이언 맨                                                           | 수상 | [ 32 ] |
| 2009 | 엠파이어상                                         | 최우수 남우주연상                                | 아이언 맨                                                           | 후보 | [ 33 ] |
| 2009 | 피플 초이스 어워드                                 | 좋아하는 남자 액션스타상                         | 아이언 맨                                                           | 후보 | [ 34 ] |
| 2009 | 피플 초이스 어워드                                 | 좋아하는 남자 영화스타상                         | 아이언 맨                                                           | 후보 | [ 34 ] |
| 2009 | 피플 초이스 어워드                                 | 좋아하는 슈퍼 히어로상                           | 아이언 맨                                                           | 후보 | [ 34 ] |
| 2010 | 골든 글로브상                                      | 영화 뮤지컬/코미디부문 최우수 남우주연상         | 셜록 홈즈                                                           | 수상 | [ 35 ] |
| 2010 | MTV 무비 & TV 어워드                               | 최고의 싸움상 (마크 스트롱과 함께)               | 셜록 홈즈                                                           | 후보 | [ 36 ] |
| 2010 | 틴 초이스 어워드                                   | 초이스 무비:액션 애드번쳐 배우상                 | 셜록 홈즈                                                           | 후보 | [ 37 ] |
| 2010 | 틴 초이스 어워드                                   | 초이스 무비:공상과학상                           | 아이언 맨 2                                                         | 후보 | [ 37 ] |
| 2010 | 틴 초이스 어워드                                   | 초이스 무비:댄스상                               | 아이언 맨 2                                                         | 후보 | [ 37 ] |
| 2010 | 틴 초이스 어워드                                   | 초이스 무비: 싸움상(돈 치들과 함께)              | 아이언 맨 2                                                         | 후보 | [ 37 ] |
| 2010 | 새턴상                                             | 최우수 남우주연상                                | 셜록 홈즈                                                           | 후보 | [ 38 ] |
| 2010 | 엠파이어상                                         | 최우수 남우주연상                                | 셜록 홈즈                                                           | 후보 | [ 39 ] |
| 2011 | MTV 무비 & TV 어워드                               | 최고의 액션스타상                                | 빈칸                                                                | 후보 | [ 40 ] |
| 2011 | 틴 초이스 어워드                                   | 초이스 무비:심술상                               | 듀 데이트                                                           | 후보 | [ 41 ] |
| 2011 | 새턴상                                             | 최우수 남우주연상                                | 아이언 맨 2                                                         | 후보 | [ 42 ] |
| 2011 | 니켈로디언 키즈 초이스 어워드                      | 좋아하는 버트키커상                              | 아이언 맨 2                                                         | 후보 | [ 43 ] |
| 2011 | 피플 초이스 어워드                                 | 좋아하는 액션스타상                              | 아이언 맨 2                                                         | 후보 | [ 44 ] |
| 2011 | 피플 초이스 어워드                                 | 좋아하는 영화스타상                              | 아이언 맨 2                                                         | 후보 | [ 44 ] |
| 2011 | 피플 초이스 어워드                                 | 좋아하는 영화 팀상 (돈 치들과 함께)              | 아이언 맨 2                                                         | 후보 | [ 44 ] |
| 2012 | 틴 초이스 어워드                                   | 초이스 무비:액션 배우상                          | 셜록홈즈: 그림자 게임                                               | 후보 | [ 45 ] |
| 2012 | 틴 초이스 어워드                                   | 초이스 무비:공상 과학/판타지 배우상              | 어벤져스                                                            | 후보 | [ 45 ] |
| 2012 | 틴 초이스 어워드                                   | 초이스 무비: 남자 썸머스타상                     | 어벤져스                                                            | 후보 | [ 45 ] |
| 2012 | 엠파이어상                                         | 최우수 남우주연상                                | 어벤져스                                                            | 후보 | [ 46 ] |
| 2013 | 크리틱스 초이스 영화상(미국 방송 영화 비평가 협회) | 액션영화 남우주연상                              | 어벤져스                                                            | 후보 | [ 47 ] |
| 2013 | MTV 무비 & TV 어워드                               | 최고의 싸움상                                    | 어벤져스                                                            | 수상 | [ 48 ] |
| 2013 | MTV 무비 & TV 어워드                               | 최고의 히어로상                                  | 어벤져스                                                            | 후보 | [ 48 ] |
| 2013 | MTV 무비 & TV 어워드                               | 최고의 커플상 (마크 러팔로와 함께)               | 어벤져스                                                            | 후보 | [ 48 ] |
| 2013 | 니켈로디언 키즈 초이스 어워드                      | 좋아하는 남자 버트키커상                         | 어벤져스                                                            | 후보 | [ 49 ] |
| 2013 | 피플 초이스 어워드                                 | 좋아하는 액션 영화 스타상                        | 어벤져스                                                            | 후보 | [ 50 ] |
| 2013 | 피플 초이스 어워드                                 | 좋아하는 영화 남자배우상                         | 어벤져스                                                            | 수상 | [ 50 ] |
| 2013 | 피플 초이스 어워드                                 | 좋아하는 남자 슈퍼 히어로상                      | 어벤져스                                                            | 수상 | [ 50 ] |
| 2014 | 크리틱스 초이스 영화상(미국 방송 영화 비평가 협회) | 액션영화 남우주연상                              | 아이언 맨 3                                                         | 후보 | [ 51 ] |
| 2014 | 프라임 타임 에미상                                 | 최우수 남우주연상                                | 마블 코믹스 실사 TV 시리즈 아이언맨 프리퀄 : 히어로는 슈트를 입는다 | 후보 |        |
| 2014 | 틴 초이스 어워드                                   | 초이스 무비:공상 과학/판타지 배우상              | 아이언 맨 3                                                         | 후보 | [ 52 ] |
| 2014 | 틴 초이스 어워드                                   | 초이스 무비:케미스트리상(돈 치들과 함께)         | 아이언 맨 3                                                         | 후보 | [ 52 ] |
| 2014 | 새턴상                                             | 최우수 남우주연상                                | 아이언 맨 3                                                         | 수상 | [ 53 ] |
| 2014 | 니켈로디언 키즈 초이스 어워드                      | 좋아하는 남자 버트키커상                         | 아이언 맨 3                                                         | 수상 | [ 54 ] |
| 2014 | 니켈로디언 키즈 초이스 어워드                      | 좋아하는 영화 남자배우상                         | 아이언 맨 3                                                         | 후보 | [ 54 ] |
| 2014 | 피플 초이스 어워드                                 | 좋아하는 액션 영화 스타상                        | 아이언 맨 3                                                         | 수상 | [ 55 ] |
| 2015 | MTV 무비 & TV 어워드                               | MTV 제너레이션상                                 | 빈칸                                                                | 수상 | [ 56 ] |
| 2015 | 피플 초이스 어워드                                 | 좋아하는 영화 남자배우상                         | 더 저지                                                             | 수상 | [ 57 ] |
| 2015 | 피플 초이스 어워드                                 | 좋아하는 드라마틱한 남자배우상                   | 더 저지                                                             | 수상 | [ 57 ] |
| 2016 | 피플 초이스 어워드                                 | 좋아하는 영화 남자배우상                         | 어벤져스: 에이지 오브 울트론                                        | 후보 | [ 58 ] |
| 2016 | 피플 초이스 어워드                                 | 좋아하는 남자 액션배우상                         | 어벤져스: 에이지 오브 울트론                                        | 후보 | [ 58 ] |
| 2017 | 니켈로디언 키즈 초이스 어워드                      | 좋아하는 영화 남자배우상                         | 캡틴 아메리카: 시빌 워                                              | 후보 | [ 59 ] |
| 2017 | 니켈로디언 키즈 초이스 어워드                      | 좋아하는 프레네미스상 (크리스 에반스와 함께)     | 캡틴 아메리카: 시빌 워                                              | 후보 | [ 59 ] |
| 2017 | 니켈로디언 키즈 초이스 어워드                      | #스쿼드상 (출연진과 함께)                        | 캡틴 아메리카: 시빌 워                                              | 후보 | [ 59 ] |
| 2017 | 피플 초이스 어워드                                 | 좋아하는 영화 남자배우상                         | 캡틴 아메리카: 시빌 워                                              | 후보 | [ 60 ] |
| 2017 | 피플 초이스 어워드                                 | 좋아하는 남자 액션배우상                         | 캡틴 아메리카: 시빌 워                                              | 수상 | [ 60 ] |